# 세마지
세마지는 대한민국 충청남도 금산군 제원면 제원리에 있는 암각문이다. 1992년 10월 28일 금산군의 향토유적 제9호로 지정되었다.

## 개요
제원면 제원리 마을입구에 어풍대 바로 옆에 세마지(洗馬池)라고해서(楷書)로 새긴 글씨가 뚜렷이 보인다. 그 밑은 지금은 남아있지 않지만 옛날에는 큰 못으로 제원역에서 기르는 말을 씻긴 곳이라 전한다.